# Taian (Sabbioncello)
Taian, Tajam o Tajan (in croato Tajan) è un isolotto della Dalmazia meridionale, in Croazia, adiacente alla penisola di Sabbioncello. Amministrativamente appartiene al comune della città di Stagno, nella regione raguseo-narentana.
Taian è il maggiore degli isolotti chiamati scogli di Briesta, dal nome del villaggio (Brijesta) che si trova a sud-est nella valle omonima.

## Geografia

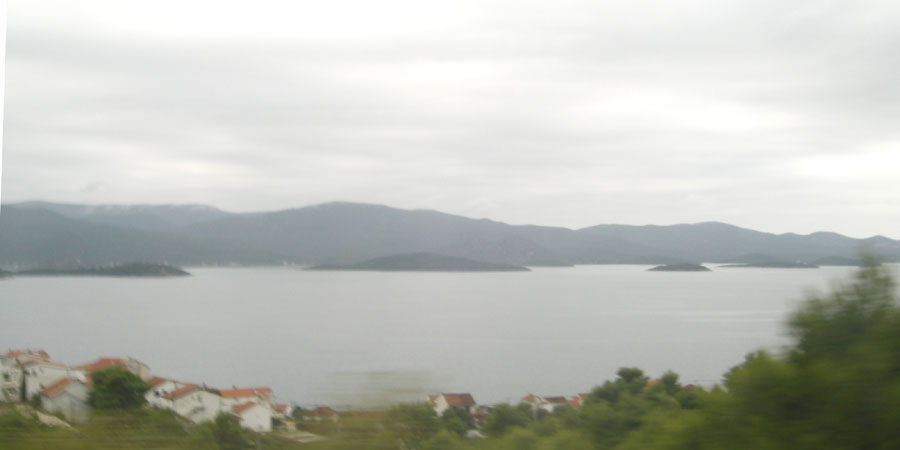
Da sinistra: punta Blazza, Taian, Pucegna e Lovoricovaz (fotografate dal villaggio di Komarna al di là del mar Piccolo)

Taian si trova sul lato nord-est della penisola di Sabbioncello, nell'ampia baia di Bratcovizza chiamata anche mar Piccolo (Malo More) che è racchiusa tra punta Rat (rt Rat), detta anche punta della Madonna, e punta Blazza (rt Blaca o Blace). L'isolotto è situato a nord-ovest di valle Brista o Briesta (uvala Brijesta), una valle interna della baia di Bratcovizza, e circa 700 m a ovest di punta Blazza. Taian ha una superficie di 0,251 km², il suo sviluppo costiero è di 2,23 km e l'altezza di 60,2 m.

### Isole adiacenti
- Pucegna[13], Pucegnac[5] o Pucegnak[4] (Pučenjak), isolotto arrotondato 380 m[2] a nord-ovest di Taian; ha una superficie di 0,033 km²[1], lo sviluppo costiero è di 0,67 km[1], l'altezza di 25 m[2] 42°55′13″N 17°29′29″E.
- Lovoricovaz[14], Lovucovaz[4] o Zavoriscovaz[5] (Lovorikovac), a nor-ovest di Taian, a circa 1 km[2]; ha una superficie di 0,061 km²[1], lo sviluppo costiero è di 1,08 km[1], l'altezza di 21,9 m[2] 42°55′41″N 17°29′06″E.
- Oliveto (Maslinovac), a nord di valle Blaso e a sud-ovest di Taian.
- Gubbovaz[15] (Gubavac), scoglio a sud di Oliveto, davanti a valle Stignivaz; ha un'area di 3476 m²[7], una costa lunga 217 m[7]  e un'altezza di 11,1 m[2] 42°54′52″N 17°29′30″E.
- Cabo[16], Cocosar[5] o Gubovaz[4] (Kokošar), scoglio all'ingresso di valle Brista, 800 m[2] a sud-est di Taian; ha un'area di 0,01 km²[7], una costa lunga 411 m[7] e un'altezza di 16,8 m[2] 42°54′51″N 17°30′55″E.

### Cartografia
- (HR) Mappa topografica della Croazia 1:25000, su preglednik.arkod.hr. URL consultato il 5 settembre 2017.
- G. Giani, Carta prospettiva delle Comuni censuarie della Dalmazia, foglio 12, 1839. Fondo Miscellanea cartografica catastale, Archivio di Stato di Trieste.
- Carta di cabottaggio del mare Adriatico, foglio XI, Milano, Istituto geografico militare, 1822-1824. URL consultato il 5 settembre 2017 (archiviato dall'url originale il 13 aprile 2013).